# 利物浦市中心 (英國國會選區)

選區在默西賽德郡的位置

利物浦市中心（英語：Liverpool Riverside），英國國會一自治市選區，位於默西賽德郡利物浦的市中心。設於1983年。
本區議席一直為工黨人士所佔據。2010年大選中具工黨和合作黨黨籍的路易絲·艾爾曼以59.3%選票勝出該區三度連任。